# Víctor Torres (barítono)
Víctor Torres (Buenos Aires, 16 de noviembre de 1958) es un barítono argentino de destacada trayectoria internacional.

## Biografía
Víctor Torres nació en 1958 en Buenos Aires. Estudió canto con Ida Terkiel, Catalina Hadis, Horacio Soutric y Mercedes Alicea (NY). Actualmente entrena su voz con Elisa Viladesau. Es egresado del Instituto Superior de Arte del Teatro Colón. Participó de clases magistrales dictadas por el tenor suizo Ernst Haefliger y el barítono francés Gérard Souzay. Ganó el Primer Premio en el Concurso Internacional de Canto de Bilbao (1990). Recibió el Premio Clarín a la Figura de la Música Clásica (2007) y el Diploma al Mérito de la Fundación Konex (2009).

## Trayectoria profesional

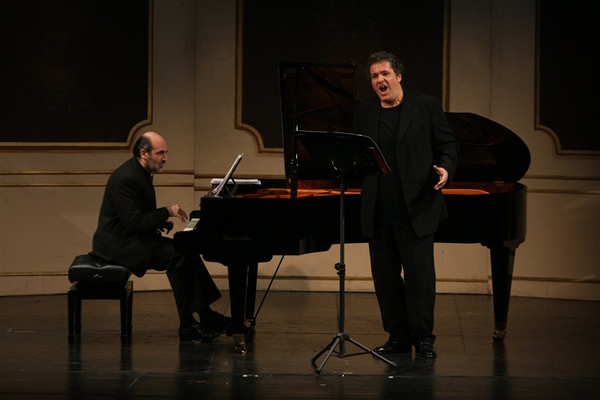
Winterreise, con Fernando Pérez al piano.

Ha desarrollado su carrera en importantes teatros como el Teatro Colón, Teatro Argentino de La Plata, Teatro del Châtelet de París, Ópera de la Bastilla, Gran Teatro de Ginebra, Ópera de Nancy, Ópera de Lyon, Liceo de Barcelona, Staatsoper de Berlín, Ópera de Bordeaux, Ópera de Lausana, Teatro Massimo de Palermo, Teatro comunale de Ferrara, Teatro Comunale de Florencia, Teatro de la Moneda de Bruselas, entre otros. Cantó bajo la batuta de destacados directores como René Jacobs, Evelino Pido, Giovanni Antonini, Michel Corboz, Jordi Savall, Gabriel Garrido, Josep Pons, Masaaki Suzuki, Antonio Pappano, Georges Prêtre y William Christie. 
Es reconocido intérprete de música de cámara y oratorio. Su extenso repertorio incluye obras de Monteverdi, cantatas y pasiones de J. S. Bach, lieder de Mozart, Schubert, Schumann, Brahms y Wolf; chansons de Debussy, Ravel, Fauré y Duparc; songs de Purcell, Vaughan Williams, Britten, Ives y Barber; canciones de Falla, López Buchardo, Guastavino y Ginastera. Como liederista es considerado el sucesor en Argentina de figuras argentinas como Ángel Mattiello y Víctor de Narké.

## Repertorio lírico
- La Traviata de Giuseppe Verdi, Giorgio Germont
- Don Carlo de Giuseppe Verdi, Marchese di Posa
- Rigoletto de Giuseppe Verdi, Rigoletto
- Simón Boccanegra de Giuseppe Verdi, Simon Boccanegra
- Falstaff de Giuseppe Verd, Falstaff
- Cosi fan tutte de W A Mozart, Don Alfonso
- Le nozze di Figaro de W A Mozart, Conte
- L'Orfeo de Claudio Monteverdi, Orfeo
- Il ritorno d'Ulisse in patria de Claudio Monteverdi, Ulisse
- Madama Butterfly de Giacomo Puccini, Sharpless
- Adriana Lecouvreur de Cilea, Michonnet
- L'elisir d'amore de Gaetano Donizzetti, Belcore
- Jonny spielt auf de Ernst Krenek, Daniello
- Orlando Paladino de Joseph Haydn, Pasquale
- Don Pasquale de Gaetano Donizzetti, Malatesta
- Il Postino de Catan, Giorgio
- Manon de Jules Massenet, Lescaut
- Dialogues des Carmelites de Francis Poulenc, Marquis de la Force
- Cachafaz de Oscar Strasnoy, Raulito
- Don Pasquale de Gaetano Donizzetti, Don Pasquale
- Convenienze ed inconvenienze teatrali de Gaetano Donizzetti, Mamm'Agata
- Giovanna D'Arco de Giuseppe Verdi Giacomo
- Der Jasager de Kurt Weil Der Leherer
- Celui qui dit non de Martin Matalon Le maitre

## Discografía

### Álbumes
- 1996 - Monteverdi: L'Orfeo. Gabriel Garrido, Ensemble Elyma, Torres, Banditelli, Fernández, Kiehr, Zanasi, Invernizzi (K617066)
- 1999 - Brahms: Ein Deutsches Requiem.
- 2001 - Zeichen im Himmel, P.H. Erlebach, Stylus Phantasticus: Valetti, Heumann, Egüez, Börner, Armstrong, Plantier, Watillon, Franklin (ALPHA018)
- 2002 - Monteverdi: Madrigali Guerreri ed Amorosi. Rene Jacobs, Concerto Vocale, Kiehr, Fink, Martins, Rensburg, Ovenden, Torres, Abete (Harmonia Mundi 901736.37)
- 2002 - Monteverdi: Vespro della Beata Vergine. Rene Jacobs, Concerto Vocale, Nederlands Kamerkoor, Kiehr, Scholl, Bowen, Torres, Abete (Harmonia Mundi 5901566.67
- 2002 - Il mondo che gira.
- 2005 - Canciones Argentinas, Buchardo, Boero, Aguirre, Ugarte, Fernando Pérez, Patricia Averbuj, Carlos Kofman, piano (Irco 287)
- 2008 - Canciones Carlos Guastavino. Dora Castro, piano  (Irco 337)
- 2010 - Oda para Martín Fierro, Juan Ángel Navarro, Ensamble Libertas (Cosentino 1268)
- 2011 - Le Villi, Giacomo Puccini.  Muhai Tnag, Orchestra an choir of the Vlamse Opera, Giuseppe Giacomini, Norma Fantini, Victor Torres

### Otros
- 2010 - Haydn: Orlando Paladino. Rene Jacobs, Freiburger Barockorchester, Petersen, Randle, Staveland, Im, Torres, Pendatchanska, Spagnoli, Kataja  (Euroarts 2057788 DVD).
- 2011 - Cavalli: La Didone. William Christie, Les Arts Florissants, Bonitatibus, Spicer, Sabata, Wey, Watson, Contaldo, Torres  (Opus Arte 1080 DVD).
- 2017 - Rossi: L'Orfeo. Raphaël Pichon, Pygmalion (Ensemble), van Wanroij, Aspromonte, Bridelli, Semenzato, de Donato, Dolcini, Visse, Torres, Mauillon, Tricou  (Harmonia Mundi DVD & Blu-Ray).